# Они успели на паром
«Они успели на паром» — датский короткометражный фильм 1948 года режиссёра Карла Теодора Дрейера.

## Сюжет
В небольшой городок прибывает паром, на борту которого находятся четыре мотоцикла и один автомобиль. Один из мотоциклистов, едущий вместе со своей подругой, спрашивает паромщика во сколько отплывает паром Нюборг и сколько примерно до него ехать. Паромщик отвечает своему собеседнику, что тот всё равно не успеет, а также сообщает, что паром отплывает ровно через 45 минут и ехать до него 70 километров. Мотоциклиста это нисколько не удручает и, с причаливанием парома к берегу, он устремляется к своей цели. Через некоторое время он останавливается возле бензоколонки, заправляет бак пятью литрами бензина и едет дальше. Впоследствии он нагоняет также идущий с парома автомобиль и пытаясь его обогнать врезается в дерево. Далее следуют кадры отправления парома Нюборг: сигнал отплытия, убирание трапа и собственно отплытие без героев фильма. Последней сценой фильма является показ одинокого старого лодочника, везущего на своей лодке два деревянных гроба.

## В ролях
- Йозеф Кох